# Koropuj, Horodok
Koropuj (în ucraineană Коропуж) este localitatea de reședință a comunei Koropuj din raionul Horodok, regiunea Liov, Ucraina.

## Demografie
Componența lingvistică a localității Koropuj
     Ucraineană (99,87%)
     Alte limbi (0,13%)
Conform recensământului din 2001, majoritatea populației localității Koropuj era vorbitoare de ucraineană (99,87%), existând în minoritate și vorbitori de alte limbi.